# 胡薩瑟烏德廷卡鄉
46°49′N 21°55′E / 46.817°N 21.917°E
胡薩瑟烏德廷卡鄉（羅馬尼亞語：Comuna Husasău de Tinca, Bihor），是羅馬尼亞的鄉份，位於該國西北部，由比霍爾縣負責管轄，面積116平方公里，海拔高度172米，2007年人口2,282，人口密度每平方公里20人。